# Laia Ribas Cabezas
Laia Ribas Cabezas   (Terrassa, 1979) és una científica catalana.
Nascuda a Terrassa, va viure a Matadepera fins als 25 anys. Es va llicenciar en Biologia i després doctorar en Ciències Biològiques a la UAB. Va treballar a l'Imperial College of London. Des del 2000 fa recerca sobre l'aqüicultura. En concret el 2022 investigava com afecta el medi ambient sobre el fenotip sexual dels peixos des d'un equip que lidera a l'Institut de Ciències del Mar del CSIC.
Forma part dels científics del projecte Nüwa, que pensa com hauria de ser una ciutat per centenars de milers d'habitants a Mart. És una de les nou científiques catalanes que a través del Projecte Hypatia l'abril del 2023 aniran a un desert d'Utah per estudiar les condicions de Mart des d'un paisatge geològicament similar.